# M. J. Coldwell
Major James William Coldwell, dit M. J. Coldwell (né le 2 décembre 1888, mort le 25 août 1974), était un homme politique socialiste canadien, chef du Parti social-démocratique du Canada entre 1942 et 1960. Major était son prénom, et non pas un grade militaire.

## Jeunesse et début professionnel
Coldwell est né à Seaton, dans le Devon en Angleterre, le 2 décembre 1888 Il a émigré au Canada en 1910 et il est devenu administrateur scolaire à Regina en Saskatchewan. Entre 1924 et 1934 il est reconnu nationalement comme un dirigeant de diverses associations d'enseignants. Il est élu au conseil municipal de Regina, où il développe des liens avec des associations ouvrières et agricoles.

## Débuts politiques
Lorsque le Parti travailliste-agricole de la Saskatchewan a été fondé en 1932, Coldwell a été choisi comme son premier chef. Sous sa direction, aux élections provinciales de 1934, le parti a remporté cinq sièges à l'Assemblée législative de la Saskatchewan et forma l'Opposition officielle au gouvernement libéral, bien que Coldwell lui-même ne soit pas élu dans sa circonscription. À la suite des élections, le parti est devenu la section saskatchewan de la Fédération du Commonwealth Coopératif.

## Député fédéral

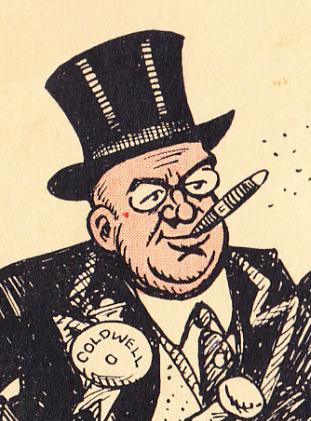
(1945)

Aux élections fédérales de 1935, Coldwell a été élu député à la Chambre des communes du Canada dans la circonscription de Rosetown—Biggar. Lorsque J. S. Woodsworth, alors chef de la FCC et pacifiste acharné, s'est opposé à l'effort de guerre, Coldwell et les autres députés ont appuyé la guerre. Lorsque Woodsworth a démissionné en 1942, Coldwell a été élu chef à l'unanimité. En 1955, le parti adopte un nom français : Parti social-démocratique du Canada. Jusque qu'alors, le parti employait le nom Fédération du Commonwealth Coopératif au Canada français.

## Chef du PSDC
Coldwell avait une influence modératrice sur le parti. En 1956 le parti a adopté la Déclaration de Winnipeg qui a atténué les principes et politiques plus radicaux du Manifeste de Regina. Après une croissance immédiatement après la Seconde Guerre mondiale, durant la Guerre froide le parti a décliné. Pendant le Débat sur le pipeline il se joint au progressistes-conservateurs contre le gouvernement libéral de Louis St-Laurent pour empêcher la réalisation, selon les accords arrangés par les Libéraux, du pipeline transcanadien. Pendant les débats en chambre, il perdit sa sérénité habituelle et en vient à brandir le poing en direction du Président René Beaudoin. Aux élections de 1958, Coldwell a été défait dans sa circonscription de Rosetown—Biggar en Saskatchewan et seulement huit députés du PSDC sont élus. Coldwell s'est retiré de la direction du parti en 1960.
Il était peu enthousiaste du mouvement pour fusionner le PSDC avec le Congrès du travail du Canada pour créer un Nouveau Parti. Il s'est tout de même joint au Nouveau Parti démocratique et il y est resté impliqué jusqu'à sa mort en 1974.

## Après la politique
En 1964 il est nommé au Conseil privé de la Reine pour le Canada Le 6 juillet, 1967, il a été nommé Compagnon de l'Ordre du Canada Il y est investi le 24 novembre 1967 pour "sa contribution comme parlementaire" En 1971, en son honneur et celui de Tommy Douglas, on fonde la Fondation Douglas-Coldwell Le 5 novembre, 1972, Coldwell reçoit un doctorat en droit (LL.D honoraire de l'Université St. Francis Xavier
À la fin de sa vie, il vivait seul à Ottawa avec l'aide de sa femme de ménage, Beatrice Bramwell Il est mort à l'Hôpital civique d'Ottawa, à la suite de deux crises cardiaques le 25 août 1974. Il avait donné l'ordre de ne pas prendre de « mesures héroïques » (« heroic measures ») pour le garder en vie.

## Archives
Il y a un fonds M. J. Coldwell à Bibliothèque et Archives Canada. Le numéro de référence archivistique est R4291.